# Йодометан
Йодомета́н (метилйодид) — йодоорганічна сполука з класу галоненоалканів і формулою {\displaystyle {\ce {CH3I}}}. За стандартних умов є важчою за воду леткою безбарвною рідиною з етерним запахом.

## Отримання
Отримують йодуванням метанолу йодом у присутності червоного фосфору чи реакцією диметилсульфату з калій йоидидом:
{\displaystyle {\ce {2P + 3I2 -> 2PI3}}}
{\displaystyle {\ce {3CH3OH + PI3 -> 3CH3I + H3PO3}}}
{\displaystyle {\ce {2KI + (CH3)2SO4 -> 2CH3I + H2SO4}}}

## Хімічні властивості
Є алкілюючим агентом, вступає у реакції нуклеофільного заміщення активніше за інших галогенметанів через порівняно малу енергію зв'язку між атомами карбону та йоду. Наприклад, алкілює аміак:
При відновленні алюмогідридом літію чи борогідридом натрію утворюється метан:
{\displaystyle {\ce {CH3I + NaBH4 -> CH4 + NaI + BH3}}}